# Aryeh Dvoretzky

Aryeh Dvoretzky, 1962

Aryeh Dvoretzky (hebräisch אריה דבורצקי, russisch Арье Дворецкий; * 3. Mai 1916 in Chorol (Ukraine); † 8. Mai 2008 in Jerusalem) war ein israelischer Mathematiker.

## Leben
Die Familie Dvoretzky siedelte 1922 nach Palästina über. Seinen Universitätsabschluss in Mathematik erhielt er 1937 an der damals noch jungen Hebräischen Universität Jerusalem. Dort wurde er 1941 bei Michael Fekete promoviert und 1951 zum Professor ernannt. Er war Dekan der naturwissenschaftlichen Fakultät (1955–1956), Vizepräsident der Hebräischen Universität Jerusalem (1959–1961), Präsident der Israelischen Akademie der Wissenschaften (1974–1980) und Präsident des Weizmann-Instituts für Wissenschaften (1986–1989).
Dvoretzkys Hauptarbeitsgebiete waren die Analysis und Konvexitätstheorie, er verfasste aber auch Arbeiten zur Wahrscheinlichkeitstheorie. Der 1950 veröffentlichte Satz von Dvoretzky-Rogers ist einer der Ausgangspunkte der modernen Banachraumtheorie. Große Bedeutung hat auch der 10 Jahre später veröffentlichte Satz von Dvoretzky über die endliche Präsentierbarkeit von {\displaystyle \ell ^{2}} in jedem unendlich-dimensionalen Banachraum.
1973 wurde ihm der Israel-Preis verliehen. 1970 war er Invited Speaker auf dem Internationalen Mathematikerkongress in Nizza (Central limit theorems for dependent random variables). 1985 ernannte die American Academy of Arts and Sciences ihn zum Mitglied. Zu seinen Schülern zählen Branko Grünbaum und Joram Lindenstrauss.